# Kurów
Kurów je mesto na vzhodu Poljske, v Lublinskem vojvodstvu, 30 km severozahodno od Lublina. Je sdež istoimenske občine z okoli 2800 prebivalci. Mesto je obstajalo že v 12. stoletju. V Kurówu je rojen poljski politik in general Wojciech Jaruzelski.